# Nová Ves (Choceň)
Nová Ves (německy Neudorf) je malá vesnice a část města Choceň v okrese Ústí nad Orlicí. Nachází se asi osm kilometrů severozápadně od Chocně. Nová Ves leží v katastrálním území Plchůvky o výměře 3,49 km². Toto katastrální území tvoří exklávu města Choceň, je obklopeno katastrálními územími samostatných obcí Újezd u Chocně a Plchovice a katastrálními územími Číčová a Malá Čermná nad Orlicí obce Čermná nad Orlicí.

## Historie
První písemná zmínka o vesnici pochází z roku 1589.

## Galerie

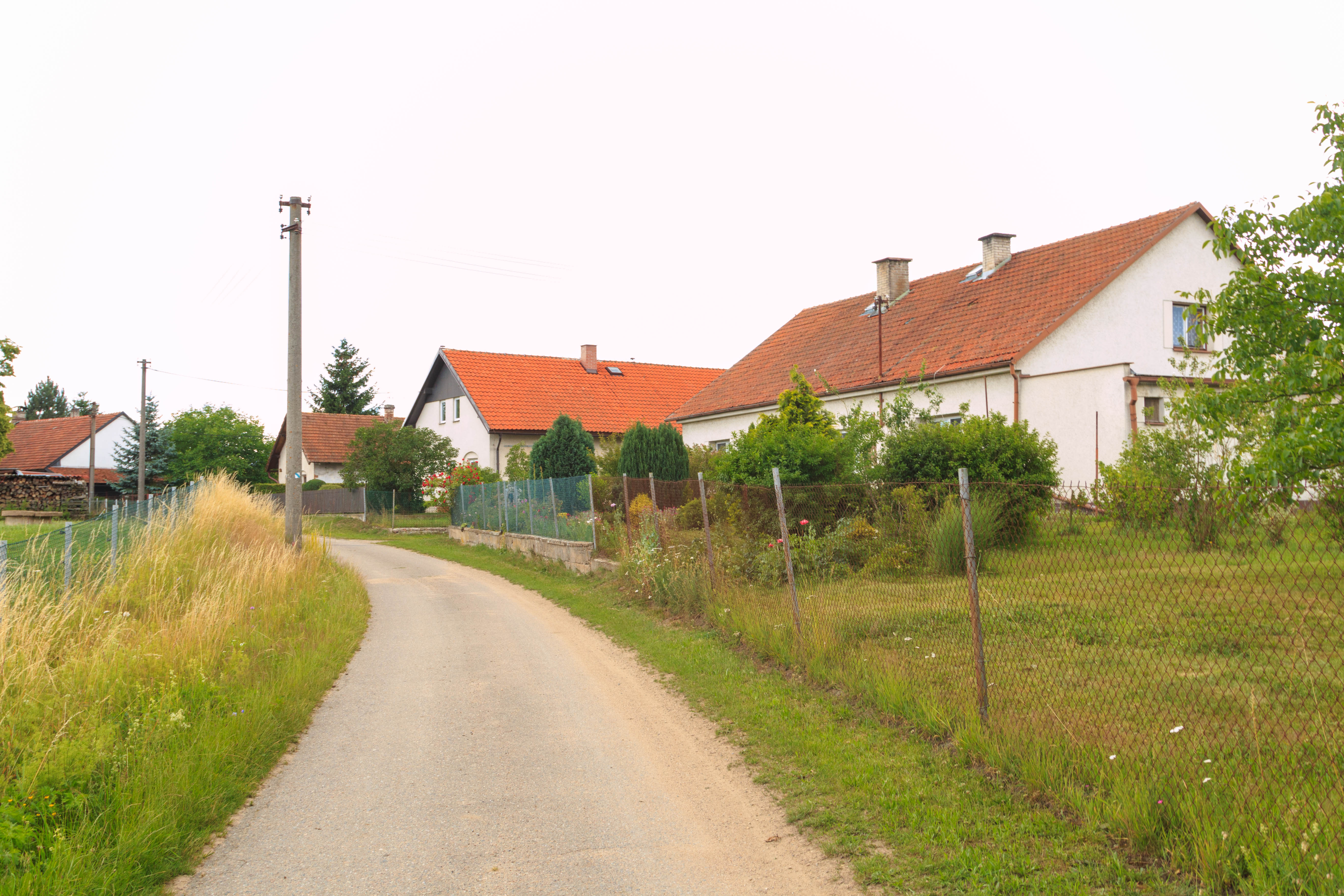
Dům č. 2
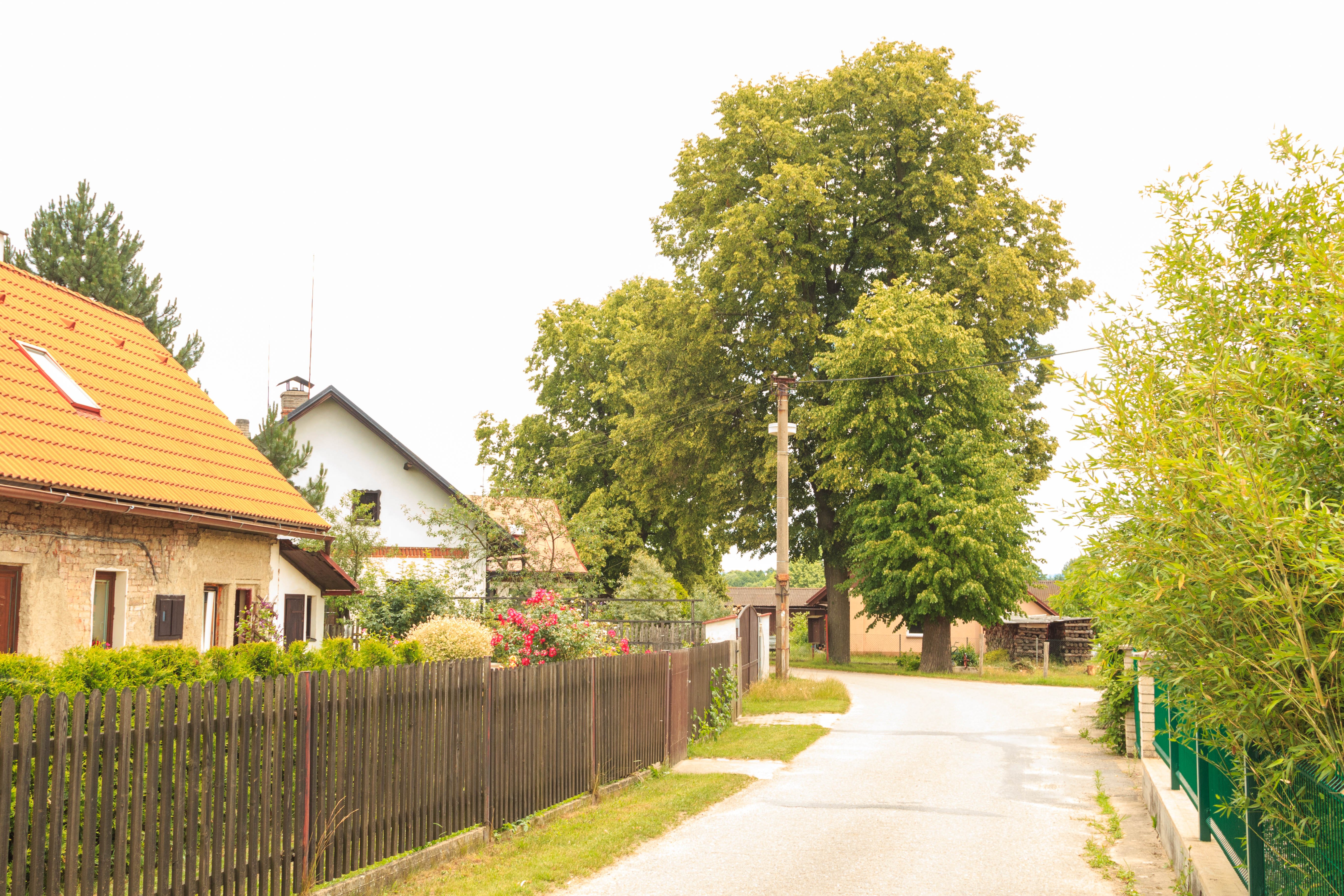
Dům čp. 5
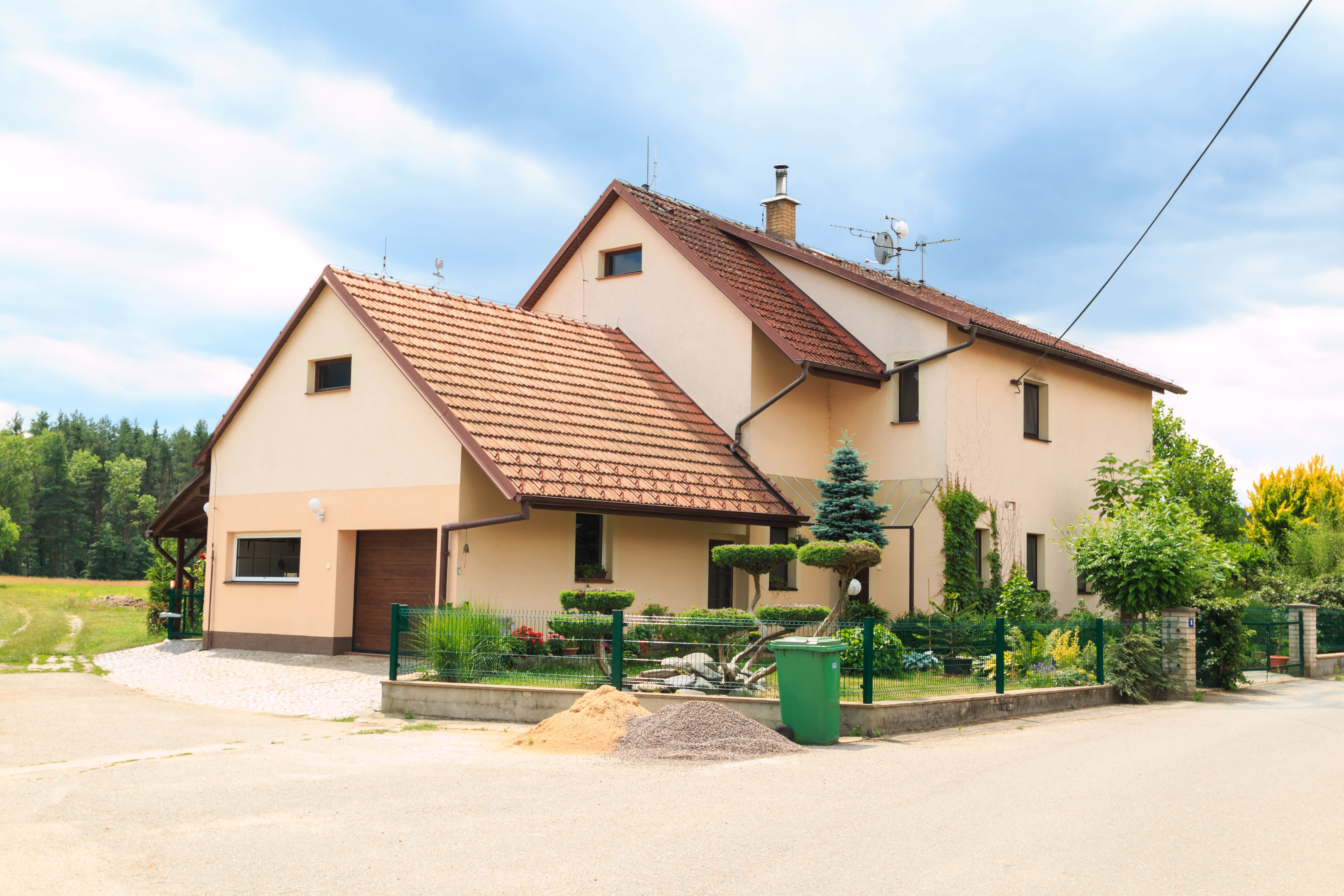
Dům čp. 16
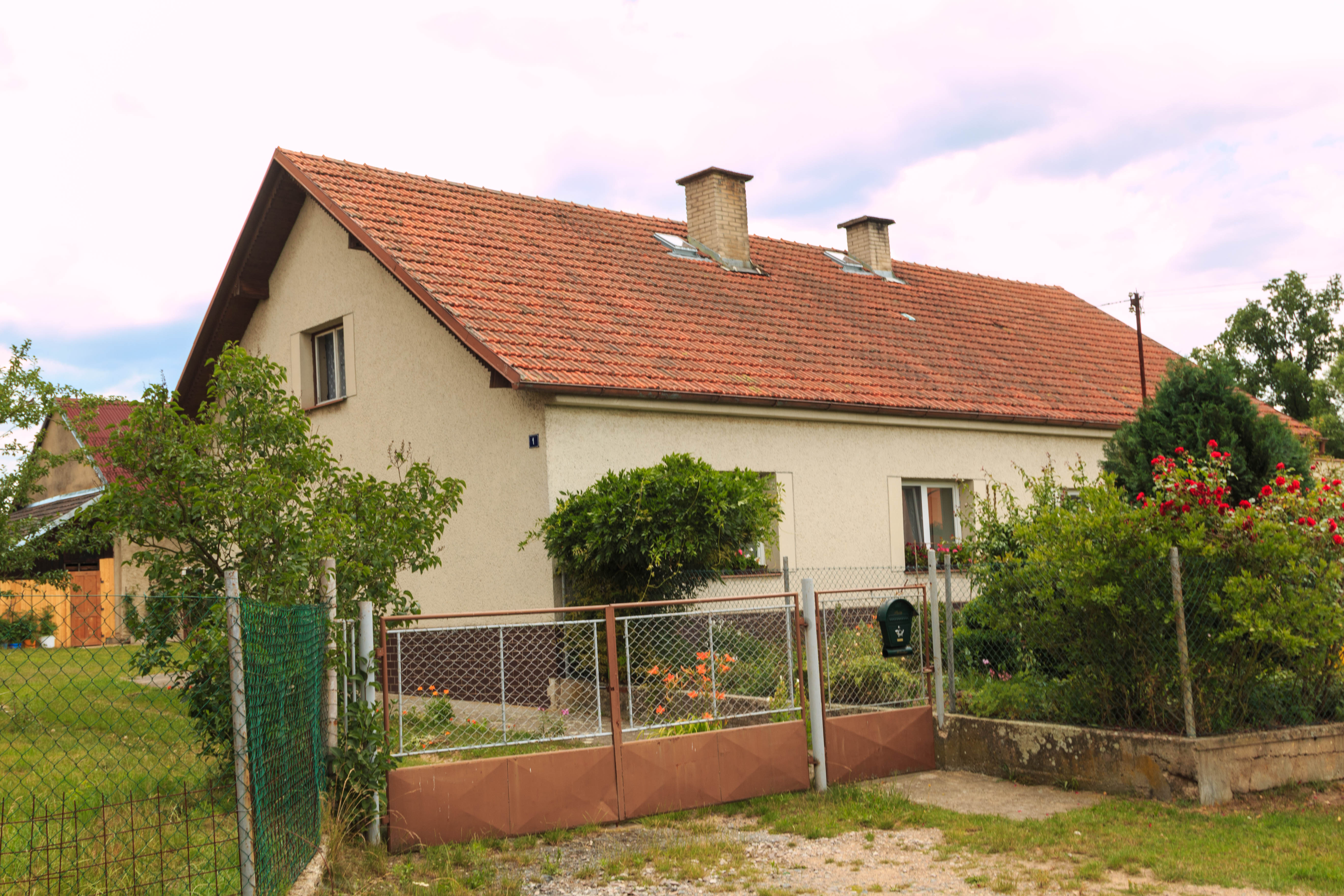
Dům čp. 1